# Катастрофа Fokker F-10 под Базаром
Катастрофа Fokker F-10 под Базаром — авиационная катастрофа, произошедшая 31 марта 1931 года. В результате катастрофы погибли все 8 человек на борту.

## Хронология событий
Самолет Fokker F.10 Trimotor следовал из Канзас-Сити в Лос-Анджелес 31 марта 1931 года. На первом этапе полета в Уичито самолет врезался в открытое поле  в нескольких милях к юго-западу от Базара. Все восемь находившихся на борту погибли, в том числе знаменитый футбольный тренер Кнут Рокн из Университета Нотр-Дам.

## Общественное влияние
Авария наиболее известна тем, что стала причиной гибели Рокна, она также привела к серьезным изменениям в американской авиации, которые радикально изменили безопасность полетов во всем мире. Другие подобные катастрофы происходили и раньше, но эта катастрофа, в которой погиб популярный национальный герой, вызвала национальный протест за получение «ответов на загадку», поскольку общественность требовала решений, которые могли бы предотвратить подобные катастрофы в будущем.

## Мемориалы и памятники
Мемориал Кнута Рокна  на месте крушения недалеко от Базара, штат Канзас, увековечивает память Рокна и еще семи человек, погибших вместе с ним. Высокий гранитный памятник с гравировкой, мемориал, посвященный жертвам и увенчанный названием «Рокне», стоит, окруженный проволочным забором с деревянными столбами; его много лет поддерживал Джеймс Истер Хитман, умерший в 2008 году, который в возрасте 13 лет в 1931 году был одним из первых людей, прибывших на место крушения.
В настоящее время мемориал и место крушения являются частью семейного поместья Хитманов и находятся в частной собственности, вне дорог, и доступ к ним возможен только по договоренности с землевладельцами или во время мемориальных поминок. Мемориальная церемония проводится у мемориала на месте крушения (и в соседнем здании школы) каждые пять лет после крушения, в ней участвуют родственники жертв и фанаты Рокна / Нотр-Дама со всего мира. В 2011 году, на 80-летие крушения, собралось более 150 человек, в том числе бывший директор Зала футбольной славы Берни Киш. Произносились речи, играла волынка, и в ту самую минуту, когда произошло крушение, над толпой на месте крушения пролетел небольшой самолет.
Остановка для отдыха и туристическая площадка Мэтфилд-Грин на Канзасской магистрали возле базара и места крушения раньше имели большую застекленную выставку на западной стороне центрального фойе, посвященную Рокну (в основном), а также другим жертвам крушения.
Пассажирами и экипажем рейса были К. Рокн, Х. Дж. Кристансен (Чикаго), Дж. Х. Хупер (Чикаго), У. Б. Миллер (Хартфорд, Коннектикут), Ф. Голдтуэйт (Нью-Йорк), К. А. Лобрех (Чикаго), пилот Роберт Фрай и второй пилот Джесс Матиас.

## Деятельность авиакомпаний
Авария внесла изменения в деятельность TWA и Отделения аэронавтики Министерства торговли США, предшественника Федерального авиационного управления США (FAA).
Все самолеты Fokker Trimotors, обслуживавшиеся авиакомпаниями США, были временно остановлены, и отныне они должны были проходить более частые и строгие проверки и техническое обслуживание. Расходы на это, в сочетании с плохой оглаской, связанной со смертью Рокна, почти потопили TWA, в то время как производитель самолетов Fokker получил серьезный удар по своей репутации и продажам.
Сильный общественный интерес к причине катастрофы заставил Министерство торговли отказаться от политики сохранения в тайне результатов расследования авиационных происшествий.
Во многих источниках утверждается, что авария также послужила толчком к формированию Совета по гражданской авиации (CAB), независимой следственной организации и предшественника Национального совета по безопасности на транспорте, но CAB не был сформирован до 1940 года, через пять лет после аварии, с участием сенатора США Бронсона М. Каттинга подчеркнул конфликт интересов департамента в отношении их сотрудничества с авиакомпаниями, а также предоставления и обслуживания навигационных средств.
Тем не менее, авиакатастрофа в Рокне породила у общественности надежды на то, что правительство США предоставит объективные обзоры катастроф и публично обнародует результаты, положив начало традиции публичных отчетов о расследованиях авиакатастроф, которые начали выявлять и публиковать виновных в авиационных происшествиях, вынуждая к повышению безопасности как правительство, так и промышленность.

## Расследование
Расследование показало, что деревянное крыло со временем стало влажным, в результате чего клей, соединяющий крыло с корпусом, ослабел, что позволило крылу отделиться. Катастрофа привела к значительным изменениям в безопасности самолетов и авиационной промышленности и имела культурное значение из-за смерти Рокна и общественного восприятия безопасности самолетов.
Авария поздно утром, возможно, была вызвана материалом крыльев самолета. Крылья Fokker Trimotors были изготовлены из кашированной древесины; в данном случае влага с течением времени просочилась внутрь одного крыла и ослабила клей, скрепляющий конструкцию. Один лонжерон наконец вышел из строя; крыло развило неконтролируемый флаттер и отделилось от самолета. В любом случае, по общему мнению, структурное состояние деревянного крыла было, по крайней мере, существенным фактором, способствовавшим этому.